# ちずみ
ちずみ（1987年2月5日 - ）は、日本の歌手、タレント、振付師。本名は加川 千純。秋田県出身（出生は宮城県）。

## 来歴
小学生の頃よりアクターズインターナショナル・仙台にてダンスを学ぶ。
宮城県の深夜ローカルバラエティー番組、『裏影』のアシガ（番組アシスタントガール）となる。
『裏影』の終了後、アシガのまりな、みさとの2人と共に、音楽ダンスユニット「ガシァ」を結成、宮城県を中心に活動をする。
2010年『復活!ミニスカポリス』15代目メンバーに選ばれ、仙台ポリスとして、活動を続ける。
2011年1月6日、「ガシァを卒業し、東京へ引っ越し活動する」と公式ブログで発表した。
2023年現在は振付師、party on tokyoにてダンサーとして活動している。

## 出演

### 映画
- 非・バランス（2001年）ユカリの友人 役
- 恐怖学園（2001年）

### テレビ番組
- 裏影
- るくなす
- 志村&鶴瓶のあぶない交遊録（2015年1月2日）

### CM
- 万代書店

### ラジオ
- Date fm 万代presents「くるくるマーケット」

### インターネット
- あっ!とおどろく放送局 復活!ミニスカポリス あっ! とおどろく緊急出動!
- ニコジョッキー 復活!ミニスカポリスのニコジョッキー
- 復活!ミニスカポリスのニコニコパトロール（2011年7月27日開始 隔週、ニコジョッキー）
- JINのちょこっとミスロン中毒「ミニスカポリスがWelcomeVENUS!」（HOST-TV.com）
- 復活!ミニスカポリス～歌舞伎町パトロール24時～（2012年7月30日開始、HOST-TV.COM）
- 億万長者への道（2013年 - 、ニコジョッキー）

## リリース作品

### CD
- カズシック.&まきのめぐみ Smooth Loco Motion（2009年7月1日）レーベル: アスタエンタテインメント 規格品番 : POCE-3264

## その他
- 仙台美少女図鑑モデル